# Pastorka in bela žena
Pastorka in bela žena je priredba slovenske ljudske pripovedke. Po ljudskih motivih sta jo priredila Jasna Branka Staman in Saša Pergar, ilustrirala jo je Mojca Cerjak. Kot podlaga jim je služila zbirka Oskarja Hudalesa, Zlati krompir, iz leta 1973. Pripovedka Pastorka in bela žena je izšla kot samostojna knjiga v zbirki Iz zibelke leta 2005, pri založbi Ajda, Murska Sobota.

## Povzetek vsebine
Bele žene, najlepša bitja pod soncem, so prebivale na skritih krajih daleč od ljudi in prihajale na travnate planjave Pohorja.
Na pobočju Pohorja je živel kmet z dvema hčerama: eno pravo, drugo le pastorko. Prava hči je imela vsega na pretek, za delo se ni zmenila, vseeno pa se je stalno pritoževala. Pastorka je za razliko od nje poprijela za vsako delo in znala živeti skromno. Med drugim je skrbela tudi za ovce, ki jih je vestno pasla po samotnih planjavah.
Nekega dne je med pašo ovc pričela jokati, ker se ji je košček črnega kruha, ki ga je imela s seboj, zakotalil po bregu navzdol. Prijazen glas jo je potolažil – bila je žena v belem. Povabila jo je v svojo leseno kočo. Ponudila ji je bel in črn kruh. Pastorka je izbrala črnega, dobila pa belega. Nato je na izbiro dobila mleko in prežganko. Skromna deklica se je odločila za prežganko, vendar ji je žena nalila mleka. Kot zadnje je bilo pastorki ponujeno še prenočišče na slami ali na pernici. Izbrala je seveda slamo, a na koncu je spala na pernici.
Zjutraj so pastorko na mizi pričakali žganci in ko se je najedla, ji je bela žena počesala dolge črne lase ter ji na glavo poveznila zlato kronico. Ko se je pastorka vrnila domov, je njeno polsestro prevzela zavist. Tako zelo si je želela kronice, da se je oblekla v stare cunje, odšla na pašo, tam sedela, jokala in čakala na belo ženo. Tako kot pastorki, je bela žena tudi tej deklici ponudila bel in črn kruh, prežganko in mleko, pernico in slamo. Razvajenka je v vseh ponudbah izbrala imenitnejšo stvar, dobila pa je tisto skromnejšo. Zjutraj je bilo dekle jezno in nezadovoljno, zato tudi ni pustilo, da bi ji kdo česal lase. Bela žena je razkrinkala njene namere in jo brez kronice nagnala iz svoje koče.
Doma je kmetova prava hči vzela kronico pastorki, le-ta pa je ob naslednji paši vse povedala beli ženi. Žena ji je obljubila, da bo kronica kmalu spet pri njej, takrat pa naj jo brž spravi v skrinjo. Kronica je na glavi razvajenke počrnela, zato jo je vrnila polsestri.
Pastorka se je dobro omožila in ni več živela v pomanjkanju, kajti v skrinji je imela zlato kronico. Menda pa po pohorskih gozdovih še danes tava dekle, ki išče belo ženo, da bi ji odpustila napuh in vrnila lepoto.

## Analiza obravnavane pripovedke po Brunu Bettelheimu
Ljudska pripovedka je po izvoru ljudska besedna umetnost (slovstvena folklora, ljudsko slovstvo), po vsebini pa leposlovna literatura. Pripovedke so ohranile rahlo vez z resničnostjo (revščina, položaj pastorke, živina pri skoraj vsaki družini), kar jih razlikuje od pravljic, večkrat vsebujejo verjetno, poučno vsebino, in moč jim je določiti kraj in čas dogajanja.
Pastorka in bela žena je berljiva pripovedka, ki vsebuje prvine pravljičnih elementov - stopnjuje napetost (kaj se bo zgodilo, ko pastorka odide z belo ženo), ima zaplet (kmetova prava hči želi kronico) in razplet je, kot se za tovrstne zgodbe spodobi, srečen (kmetova prava hči postane grda, pastorka pa se doro omoži in ji nikoli ničesar ne manjka). Prav tako v njej najdemo značilen pravljičen začetek (»Bilo je v starih časih, ko je svet še bival v sožitju in je bilo Pohorje zemeljski raj.«), ki namiguje, da se to, kar sledi, ne bo nanašalo na tukaj in zdaj, ki ju poznamo. Takšen začetek pravzaprav umesti zgodbo v pravljični čas: v davne čase, ko še ni bilo vojn, spopadov, izgredov in podobnih nemirov. Gre torej za stanje duha in ne za umestitev v čas zunanje resničnosti. V nadaljevanju se začnejo vrstiti dogodki, ki pokažejo, da običajna logika in vzročnost ne veljata (pojavi se bela žena, pastorka dobi kronico, kmetova prava hči postane grda in kronica na njeni glavi počrni, pastorkini družini ničesar ne primankuje, ker ima v skrinji čudežno kronico). Nenavadni dogodki (stik z belo ženo, čudežna kronica) in najbolj daljni (gošča, gost in temačen gozd), a vseeno najbolj domači kraji, o katerih govori pripovedka, namigujejo na potovanje v globino naše duševnosti, v deželo nezavednega. Kljub preprostem začetku in nerealnim dogodkom v nadaljevanju (pojavi se bela žena, kronica ima nadnaravno moč), se rdeča nit zgodbe ne izgubi. Ko so vse otrokove fantazije o izpolnitvi želja poosebljene v dobri vili (bela žena), vse njegove uničevalne želje v hudobni polsestri, strahovi v očimu (pastorka bo fizično kaznovana, če se ovcam kaj zgodi) - takrat lahko otrok začne urejati svoje protislovne težnje in je tako vse manj na milost in nemilost prepuščen neobvladljivemu kaosu.
Pripovedka Pastorka in bela žena pripoveduje o mučnem tekmovanju med polsestrama, o izpolnjenih željah, o resnični kreposti, ki je prepoznavna, četudi je preoblečena v staro in raztrgano obleko, o kaznovanem zlu in poplačani kreposti. Zgodba ni zapletena in je primerna predvsem za otroke do 9. leta starosti. Obsega namreč le nekaj več kot deset strani, stavki so kratki in jasni, vsebina ne preveč zahtevna in nosi jasno primarno sporočilo oz. vzgojni in moralni koncept -  na koncu vsak dobi tisto, kar si zasluži.
Pripovedovalec:
- tretjeosebni ali vsevedni

Književni prostor:
- Pohorje

Književni čas:
- opredeljen kot stari časi, ko je svet še bival v sožitju in je bilo Pohorje zemeljski raj

Književne osebe:
- glavne:
  - pastorka
  - bela žena
- stranske:
  - kmetova prava hči
  - kmet
  - mati

Tematika:
- družinska - odnosi in razmere v družini (pastorka je zapostavljena, prava hči ima vsega na pretek)
- socialna - razmerje med ubogimi (pastorka) in premožnimi (pastorkina polsestra, na neki način tudi dobre žene)

Tema:
- Bela žena ravna podobno kot narava in vse naravne sile. Če so naši nameni dobri (pastorka), bo tudi ona dobra do nas. Če pa jo v svojem pohlepu izkoriščamo in jo želimo oropati njenega bogastva (kmetova prava hči), se nam maščuje in nas celo uniči.

Simbolika barv:
- Bela barva (bela žena, bel kruh, bela obleka) velja za barvo novega, čistega, prvotnega. Je barva duše, proste telesa, duha, neobremenjenega s snovmi in barva bistvenega hranjenja, materinega mleka. Kjer je belo, je vse nepopisano. Bela je obljuba, da je dovolj hrane, da se stvari začenjajo na novo, da bo praznina napolnjena. Prav tako je simbol dneva in luči, vedenja, znanja, videnja, polne in najvišje zavesti, veselja, sreče, radosti, življenja, božanstva.
- Črna barva (počrnela kronica, črn kruh) je simbol ali podoba noči in teme, nevednosti, slepote, nezavesti ali nezavedanosti, žalosti, trpljenja, smrti, zla. Črna je obljuba, da boš kmalu zvedel, česar še ne veš.

Sporočilo:
- Dobrota je poplačana.
- Kakršen si sam do drugih, takšni so tudi drugi do tebe.

## Značilnosti ljudskega slovstva v povezavi z obravnavano pripovedko
- anonimnost - avtor ni imenovan, besedilo so tvorili nadarjeni posamezniki iz ljudstva (Pastorka in bela žena v izvirniku nima avtorja - ima ga le priredba)
- ustno izročilo - besedilo se je prenašalo iz ust do ust s pripovedovanjem
- posamezne slogovne značilnosti
  - ljudska števila - 3 ponudbe deklicama (črn ali bel kruh, prežganka ali mleko, slama ali pernica)
  - ponavljanje besed - pastorka, bela žena
  - pomanjševalnice - deklica, kronica
  - okrasni pridevki - veter je pasel meglice, temna nevihta, božji mir, milo petje, mrmranje vode
  - čudežna dejanja - kronica počrni, kmetova prava hči postane grda
- osebe so tipi (nimajo imen) - pastorka, bela žena, kmet, kmetova prava hči

## Interpretacija literarnih likov
Uslužnost vodi do pretresljivega spoznanja, ki ga morajo sprejeti vse ženske: če smo take, kakršne smo, nas mnogi izženejo, če pa izpolnjujemo želje drugih, smo ločene od samih sebe. Napetost je mučna in treba jo je prenašati, toda izbira je jasna.— —Clarissa Pinkola Estés, Ženske, ki tečejo z volkovi (stran 80).
Pastorka je glavni literarni lik v obravnavani pripovedki. Je izredno pozitivna oseba, ki jo odlikujejo poštenost, skromnost, delavnost in hvaležnost - še kako pomembne vrline. Imela je dolge črne lase, spala je v kuhinji ob ognjišču na slami, jedla črn kruh in ob vsem delu, ki so ji ga naložili, skrbela še za ovce. Velikokrat je na paši pela, celo takrat, ko ji je bilo tesno pri srcu. Pastorka je bila kot tujka, ki se je vtihotapila v družino. Ostali družinski člani so jo zanemarjali in poniževali. Pastorki je bilo ob vsem tem zelo hudo, saj ni naredila ničesar, kar bi opravičevalo njihovo ravnanje, razen tega, da je izgubila očeta. Vse, kar si je deklica želela, je vsaj malo topline, spoštovanja in nekaj lepih besed. Veliko otrok se počuti odrinjene, morda včasih kar nezaželene. S pomočjo takšnih zgodb spoznajo, da se na koncu dobro delo, prijaznost, skromnost in podobno vendarle izplača. Za vsakim dežjem namreč prej ali slej posije sonce.
Bele žene so v pripovedki predstavljene kot nekakšne dobre vile, ki morda malo spominjajo na mitološka bitja, rojenice in sojenice. Bile naj bi najlepša bitja pod soncem, imele dolge svilene lase in bele obleke. Živele so na skritih krajih daleč od ljudi - le v nočeh je bilo moč slišati njihovo milo petje in smeh. Prikazane so kot prijazne in ustrežljive žene, a le do tistih, katerih nameni so dobri. C. P. Estés pravi, da vile v pravljicah predstavljajo globok utrip modrosti v psihični kulturi (podobno tudi škratje, punčke, gnomi). Vselej delajo in se pri tem ne utrudijo. Gre za notranjega duha žensk - glas notranjega razuma, notranje vedenje in notranjo zavest.
Kmetova prava hči je bila, tako kot njena polsestra, lepa mladenka. Imela je vsega na pretek, a vseeno se je nenehno pritoževala. Za delo ni nikoli poprijela. Lepotičila se je pred ogledalom, se po cele dneve pretegovala, jedla bel kruh in spala na mehkih pernicah. Živela je kar se da lagodno. Po mnenju Clarisse Pinkole Estés, polsestra predstavlja nerazvite, a hujskaško krute in senčne prvine psihe (pozitivne ali negativne), vidike, ki jih ego izžene v temo kot nezaželene in nekoristne. Polsestro lahko razumemo tudi kot bitje, ki ga kultura, v kateri ženska živi, vstavi v njeno psiho.
Kmet oz. pastorkin očim v pripovedki nastopa kot stranski lik. Kljub temu, da mu je namenjenih le nekaj stavkov, bralec lahko začuti negativizem omenjenega lika. Kmet je namreč podcenjeval pastorko oz. poveličeval svojo pravo hčer, bil strog, jezljiv in nesramen. Otroci velikokrat sanjarijo o maščevanju staršem, predvsem v obdobju, ko izstopijo iz ojdipske faze in niso več popolnoma odvisni od očeta in matere. Seveda se otrok zaveda, da so takšne misli zelo krivične, saj so konec koncev starši tisti, ki mu dajejo vse potrebno za preživetje. Zato se v pravljicah pojavi lik mačehe ali očima - oba dovolj spominjata na starša, pa vendar sta izpodrinila pravo mater oz. očeta. Gre za lik malopridnega vsiljivca, kjer nimamo razloga za krivdo in občutek strahu pred kaznijo, če se mu maščujemo - ta oseba si to očitno zasluži. V mnogih modernih zgodbah je otrok sposobnejši in razumnejši od staršev, kaj šele od mačehe in očima.

## Motivno-tematske povezave, primerjava z drugimi literarnimi deli
V nadaljevanju so izpostavljeni in razloženi glavni motivi, ki se pojavljajo v pripovedki Pastorka in bela žena. Hkrati so naštete tudi nekatere pravljice iz slovenske in tuje literature, ki se z omenjenimi motivi povezujejo.
Veliko besedil za otroke nadomešča odnose med brati in sestrami z odnosi med polbrati in polsestrami. To je najverjetneje sredstvo, s katerim želijo pojasniti in hkrati opravičiti sovražnost, za katero si želimo, da je pravi bratje in sestre ne bi poznali. Tekmovalnost med brati in sestrami je vsesplošna in naravna, ker je to pač negativna posledica takih sorodstvenih vezi. Skoraj vedno je polbrat, polsestra ali najmlajši tisti, iz katerega se ostali norčujejo, ga ponižujejo, silijo delati (tako so ravnali s pastorko). Zgodbe, ki vsebujejo te vrste tekmovalnost so: 
Pepelka (Jacob in Wilhelm Grimm) - Pepelko njeni sebični polsestri ponižujeta in silita delati najbolj umazana dela. Celo na ples, kjer naj bi si princ izbral nevesto, mačeha dovoli le svojima pravima hčerama.
Jožefova zgodba (Sveto pismo) - Jožefa bratje prisilijo, da gre v Egipt. Tam izgnani Jožef uspe dobiti službo pri faraonu - vladarju vsega ljudstva v starem Egiptu. Pohlepni bratje Jožefa obiščejo, ga prosijo odpuščanja in se želijo z njegovo pomočjo okoristiti.
Bogata in uboga sestra - Bogata sestra je povabila ubogo sestro, naj pride mlet k nji v mlin. Sestra je prišla, ves dan mlela za bogato sestro, zvečer pa jo je prosila za peščico moke. Bogata sestra jo je zavrnila, češ da ima dovolj moke na sebi. To je bilo še kako res - bolj ko je uboga sestra stresala moko iz sebe, več je je bilo. Nikoli ji ni več zmanjkalo moke, njena lakomna sestra pa je obubožala.
Ljubica in Arpit - Ljubica je bila najmlajša v družini, zato je morala vsak dan na pašo.
Zlata ptica - Starejši in srednji brat ne marata mlajšega brata in ga celo zaničujeta, ponižujeta. Prav tako sta zelo pohlepna in popolnoma brez vesti. Ker nista sposobna prevzeti krivde nase in priznati svojih napak, ubijeta mlajšega brata.
Kaj nikoli ni bilo in nikoli ne bo - Najstarejši izmed treh bratov je zagledal ogenj in šel ponj. Tam je moral kosmatemu in ogromnemu junaku povedati kaj nikoli ni bilo in nikoli ne bo. Ker ni uganil, je šel po ogenj srednji brat, vendar ga tudi on ni dobil. Ko je hotel iti ponj mlajši brat, sta ga preostala dva zaničevala in se norčevala iz njega. A najmlajši izmed bratov je vseeno odšel poskusit srečo in na koncu mu je celo uspelo.
Dobra vila je lik, ki se v zgodbah po navadi pojavi na vsem lepem in pomaga junaku najti srečo. Ponudi mu pomoč in mu stoji ob strani, v zameno pa ne zahteva ničesar (bela žena je dala pastorki jesti, piti, ji ponudila prenočišče in ji podarila, ter kasneje tudi vrnila, zlato kornico). Takšne pravljice pripovedujejo, da se nekje skriva dobra botra vila, ki bedi nad otrokovo usodo in je pripravljena uporabiti svojo moč, ko bo to zares potrebno. Otrok se nauči, da čeprav živijo čarovnice, ne smemo pozabiti, da so na svetu tudi dobre vile, ki so veliko mogočnejše. V Pastorki in beli ženi je bela žena tista, ki prevzema vse značilnosti dobre vile. Tovrstni liki se pojavljajo v mnogih pravljicah: 
Pepelka (Jacob in Wilhelm Grimm) - V noči plesa, na katerga mačeha dovoli iti le pravima hčerama, obišče Pepelko dobra vila. Ta ji priskrbi lepo obleko, steklene čeveljce, kočijo in ji pomaga priti na ples.
Trnuljčica (Charles Perrault) - Dvanajst vil je bilo povabljenih na veselico ob rojstvu kraljeve hčere, trinajste pa niso poklicali. Ta je prišla in se maščevala, tako, da je novorojenki napovedala smrt pri petnajstih letih - zbodla naj bi se z vretenom.
Pastirček - Pastirček je med pašnjo zagledal tri prelepe deklice. Te dobre vile so preizkušale pastirčkovo dobroto in ga na koncu tudi nagradile z nekaj živine.
Kako je ratala jama Vilenica - Deklica je v veliki jami zagledala lepe mladenke, ki so plesale v krogu. Ena izmed vil je deklici obljubila, da ji bodo izpolnile tri želje. Deklica je želela vedeti le, kdo so. Povedale so ji, da so vile rojenice, napovedovalke prihodnosti novorojencev.
Zlatorog - Bele žene so pomagale ubogim v stiskah. Izogibale so se njihovim zahvalam in s plazovi, nalivi ter točo odvrnile vsakogar, ki se jim je približal. Imele so bele koze, katere je pasel Zlatorog.
Žalik žena - Žalik žene so dobre bele žene, prijazne ljudem. Bile so izkušene, razumevajoče in polne nasvetov.
V pravljicah in pripovedkah se velikokrat pojavijo predmeti s čudežno močjo. V Pastorki in beli ženi je krona tisti predmet, ki naj bi imel to prav posebno moč. Vendar dobro služi le tistim, ki so pošteni in skromni. Krona je pravzaprav metafora za višjo zavest ali božansko moč v njenem negibnem stanju. Zgodbe, v katerih lahko zasledimo krono so: 
Bela kača s kronico - Bela kača s krono na glavi je pomagala otrokom neke družine pri jedači. Ko se je kača najedla, je na tla spustila krono in se skila v luknjo. Mati je pobrala kronico in ugotovila, da dobrine ob katero položi to kronico, nikoli ne zmanjka.
Sedem let pri beli kači - Kačja kraljica, pri kateri je bil deček sedem let, je imela na glavi demantno kronico.
Pastorka je morala spati v kuhinji ob ognjišču. Razširjeno je mišljenje, da je življenje preproste služabnice v pepelu na ognjišču zelo ponižujoč položaj, le malokdo pa ve, da je ta položaj z drugega vidika lahko celo zaželen, morda kar vzvišen. V starih časih je bil položaj varuhinje ognjišča (vestalke torej), ena najbolj cenjenih oz. najvišjih časti, ki jih je lahko dosegla ženska. V starem Rimu je položaj vestalke vzbujal veliko zavist. Deklice so bile za to čast izbrane v starosti med šestim in desetim letom - tudi pastorka je bila stara približno toliko. Če so se dekleta v tej vlogi dobro obnesla, so se kasneje dobro omožila - tako kot pastorka. Z življenjem pri ognjišču pa je povezano še nekaj pozitivnih pomenov, ki jih razume vsak otrok. Otroci se radi zadržujejo v kuhinji, opazujejo pripravljanje hrane in pri tem tudi sami sodelujejo. Preden se je pojavilo centralno ogrevanje, je bil prostor pri ognjišču najtoplejši in pogosto najudobnejši v vsej hiši. Mnogi otroci se ob misli na ognjišče spomnijo na čas, ki so ga preživeli z materjo. Ognjišče je motiv, ki ga najdemo v: 
Pepelki (Jacob in Wilhelm Grimm) - Pepelka je živela ob ognjišču.
Gožu
Gozd pogosto simbolizira kraj, kjer se soočimo z notranjo temo in se prebijemo skoznjo - kjer se razreši negotovost o tem, kdo smo, in kjer spoznamo, kdo želimo biti. V gozdu junak zgodbe pogosto sreča stvaritev naših želja in tesnob, torej vilo ali čarovnico (v obravnavani pripovedki pastorka sreča belo ženo). Skoraj vsak otrok sanja o tem, da bi imel moč čarovnice/čarovnika ali vile, da bi lahko zadovoljil vse svoje želje in kaznoval sovražnike (pastorka dobi kronico od bele žene). Omeniti velja tudi simbolni pomen neprehodnega gozda, v katerem se izgubimo. Le-ta simbolizira temni, skriti, skoraj neprehodni svet našega nezavednega. Če smo izgubili okvir našega življenja, če moramo poiskati svoj osebnostni jaz in če smo vstopili v to goščo s še nerazvito osebnostjo, bomo, ko nam bo uspelo najti pot ven, stopili iz gozda z veliko razvitejšo človeškostjo. Izgubljenost v gozdu torej ne pomeni potrebe, da bi nas kdo našel, temveč to, da moramo najti oz. odkriti sami sebe. Motiv gozda ali hišice sredi gozda je moč zaslediti v številnih zgodbah: 
Muca Copatarica (Ela Peroci) - Muca copatarica živi sredi gozda v beli hišici z rdečo streho.
Janko in Metka (Jacob in Wilhelm Grimm) - Brat in sestra sta se znašla sredi gozda, kamor ju je odpeljal oče, da bi se ju znebil. Poti domov nista poznala, zato sta blodila po gozdu, dokler nista prišla do zanimive hišice.
Sneguljčica (Jacob Ludwig in Wilhelm Karl Grimm) - Sneguljčica se vseli v hišico sredi gozda, kjer že živi sedem palčkov.
Rdeča kapica (Charles Perrault) - Rdeča kapica gre skozi gozd na obisk k babici. Na poti nabira rože ter sreča prebrisanega volka.
Hvaležni medved - Medvedu se v gozdu zasadi trska v šapo. Pomaga mu dobra žena, hvaležni medved pa ji v zameno prinese polno zibelko hrušk iz gozda.
Jug in pastorek - Mačeha odpelje dečka daleč v gozd do jame, v katero ga potisne. Oče je umrl od žalosti, saj je misli, da je sin mrtev. A pozabil je pot na drugi svet. Zato je taval po gozdovih, dokler ni prišel do rešitve.
Sirotici - Oče izžene svoja otroka od doma in jih odpelje v gozd. Otroka izgubljeno tavata po gozdu, dokler ne najdeta rešitve.
Sin jež - Celotna pravljica se dogaja v gozdu. Jež je vsako leto pomagal izgubljenemu možu najti pot iz gozda.
Janček ježek - Deček se spremeni v ježa, gre od doma in si v gozdu izkoplje jamo, v kateri prebiva sedem let. Pri tej jami si nekega dne odpočije grof, ki je utrujen od iskanja poti iz gozda. Jež mu za dobro plačilo pomaga.